# Alessandro Rolla
Alessandro Rolla (1757-1841) là nhà soạn nhạc, nghệ sĩ violin, nhạc trưởng và nhà sư phạm âm nhạc người Ý. Ông từng là nghệ sĩ violin trong cung đình ở Parma.